# Kolgrafafjörður
Kolgrafafjörður (in lingua islandese: Fiordo di Kolgrafa) è un fiordo situato nel settore nordoccidentale dell'Islanda.

## Descrizione
Kolgrafafjörður è un piccolo fiordo, situato sulla sponda settentrionale della penisola di Snæfellsnes, nella regione del Vesturland. È una diramazione del fiordo Urtuvalafjörður, che fa parte dell'ampio Breiðafjörður.
L'Urtuvalafjörður si divide in due diramazioni: Hraunsfjörður e Kolgrafafjörður. Quest'ultimo è situato a est del fiordo Grundarfjörður e ad ovest della cittadina di Stykkishólmur.
Sul lato ovest, il fiordo è delimitato dalla penisola di Framsveit, che lo separa dal Grundarfjörður. A sud-est si innalza il monte Kolgrafamúli, mentre a nord-est il fiordo è delimitato dal monte Bjarnarhafnarfjall.

## Attività vulcanica
Il fiordo è situato al margine di un antico vulcano la cui attività risale a diversi milioni di anni fa. Ciò che rimane del vulcano sono i monti Klakkur e Eyrarfjall sulla penisola di Framsveit. La roccia è costituita prevalentemente da riolite, ma anche gabbro e granofiri e per questo motivo appare molto colorata. Si possono trovare anche pietre dure come il diaspro.
Vulcanismo attivo è presente anche nei monti dell'Helgrindur, collegato al sistema vulcanico di Lýsuskarð. I campi di lava nell'adiacente valle nei pressi di Bjarnarhöfn, tra cui il Berserkjahraun, fanno parte del sistema vulcanico Ljósufjöll, che mostra una serie di eruzioni post-glaciali.
Il vulcanismo si manifesta anche nelle penisole intorno al fiordo attraverso sorgenti minerali. Anche su una scogliera al centro del fiordo, c'è una sorgente visibile con la bassa marea e dalla quale sgorga acqua a 52 °C.

## Insediamenti
Ai tempi dei primi insediamenti nell'Islanda, i parenti del famoso Auður djúpuðgar si stabilirono nell'area intorno al fiordo.
Negli ultimi decenni, tuttavia, le fattorie nelle zone interne dei fiordi Kolgrafafjörður e Hraunsfjörður sono state progressivamente abbandonate.

## Vie di comunicazione

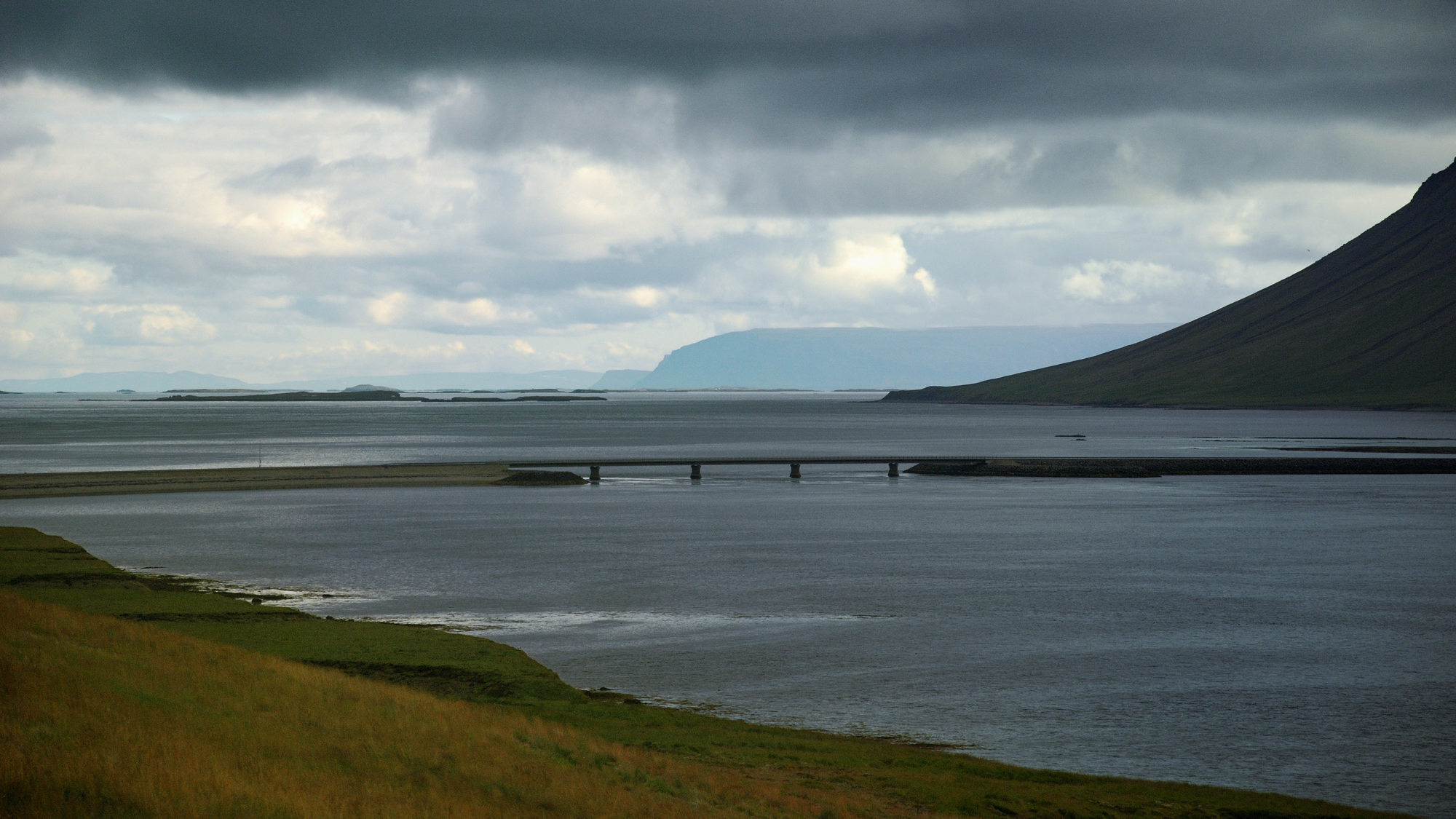
Il ponte sul Kolgrafafjörður

Dal 2004 la strada S54 Snæfellsnesvegur attraversa il Kolgrafafjörður su un ponte lungo 230 m e continua poi fino a Stykkishólmur. Le dighe e gli altri lavori di costruzione del ponte sembrano aver portato a una rapida diminuzione dell'ossigeno nell'acqua. Alla fine del 2012, circa 25.000-30.000 tonnellate di aringhe sono morte per mancanza di ossigeno e nel febbraio 2013 il fenomeno si è ripetuto provocando la morte di altre 10.000 tonnellate di aringhe.
Prima che la diga e il ponte fossero costruiti, la Snæfellsnesvegur faceva il giro attorno all'intero fiordo. La strada è classificata come la strada principale e fornisce buoni collegamenti di trasporto per l'area.
Prima della costruzione della strada, per arrivare a Stykkishólmur e al distretto di Helgafellssveit occorreva prendere la mulattiera che risaliva il ripido Tröllaháls. Per andare verso sud c'erano solo alcuni sentieri sulla catena montuosa del Helgrindur, difficili da percorrere in inverno.